# Banque Commerciale du Bénin
Die Banque Commerciale du Bénin (BCB) war eine staatliche Bank im westafrikanischen Benin, die von 1962 bis 1990 bestand.

## Geschichte
Die Gründung der Geschäftsbank erfolgte im April 1962 unter dem Namen Société Dahoméenne de Banque (SDB), um das lokale Geschäft der Crédit Lyonnais zu übernehmen. Anteilseigner der Aktiengesellschaft waren die damalige Republik Dahomey (mit 31 % selbst sowie 20 % über die Banque Dahoméenne de Development) als Mehrheitseigner, die Crédit Lyonnais selbst (29 %) sowie Banca Commerciale Italiana und Deutsche Bank (je 10 %).
Etwas mehr als zehn Jahre später erfolgte 1975 die Verstaatlichung der Bank. In diesem Jahr trat auch der spätere Präsident Boni Yayi der Bank als Angestellter bei. Im Januar des Folgejahres erhielt die SDB mit Banque Commerciale du Bénin (BCB) einen neuen Namen.
Ab 1982 traten in Benin die ersten Anzeichen einer Wirtschaftskrise auf und führten zu einer Krise des klassischen Bankensektors. Gegen Ende des Jahrzehnts hat allein die Banque Commerciale du Bénin innerhalb von fünf Jahren den Gegenwert des 42-fachen ihres Kapitals verloren. Als staatliche Banken wurden infolge der Krise 1987 die Caisse Nationale de Crédit Agricole (CNCA), 1989 die Banque Béninoise pour le Développement (BBD) und 1990 die Banque Commerciale du Bénin (BCB) abgewickelt. Sie hatten es nicht geschafft, strenge Standards bei der Bewertung von Kreditanträgen anzuwenden.